# Álmos Albert
Álmos Albert (n. 25 mai 1954, Sfântu Gheorghe, Covasna, România – d. 11 august 2015) a fost un politician maghiar din România, de profesie inginer mecanic, primar al municipiului Sfântu Gheorghe între 1992-2008. În legislatura 2008-2012 a fost senator de Covasna din partea UDMR.
În anul 2002 a pus în aplicare hotărârea de guvern care prevedea arborarea drapelelor naționale la intrarea în sediile instituțiilor publice, în speță Primăria Sfântu Gheorghe, după care a fost amendat de Prefectura Covasna. Împotriva deciziei de amendă a făcut plângere în justiție, iar procesul a fost strămutat la Judecătoria Onești și la Curtea de Apel Bacău, instanțe care au respins plângerea primarului. În anul 2010 a primit câștig de cauză la Curtea Europeană a Drepturilor Omului.